# Johan Malcorps
Johan Maria Marcel Romain Malcorps (Sint-Truiden, 27 november 1957) is een Belgisch politicus voor de partij Groen.

## Levensloop
Johan Malcorps behaalde in 1980 een licentiaatdiploma in de Germaanse filologie (UFSIA) en in 1983 een licentie in de wijsbegeerte (KU Leuven). In zijn jeugd was hij lid van de Chiro.
Na zijn studies werd hij politiek medewerker voor Agalev en medewerker van de studiedienst van de partij, het Instituut voor Politieke Ecologie, dat hij van 1987 tot 1989  leidde als directeur. In januari 1989 volgde Malcorps Leo Cox op als nationaal politiek secretaris van Agalev, wat hij bleef tot in juni 1995. 
Bij de eerste rechtstreekse verkiezingen voor het Vlaams Parlement van 21 mei 1995 werd hij verkozen in de kieskring Antwerpen. Ook na de volgende Vlaamse verkiezingen van 13 juni 1999 bleef hij Vlaams volksvertegenwoordiger tot juni 2004. Als Vlaams Parlementslid zetelde Malcorps van 1995 tot 1999 en van 2003 tot 2004 in de commissie Leefmilieu en Natuurbehoud (van 2003 tot 2004 ook bevoegd voor Ruimtelijke Ordening) en van 1999 tot 2003 in de commissie Openbare Werken, Mobiliteit en Energie. Tussen juli 1999 en mei 2003 werd hij door het Vlaams Parlement aangewezen als gemeenschapssenator in de Senaat. 
Bij de Vlaamse Parlementsverkiezingen van 13 juni 2004 verloor hij zijn zitje in het Vlaams Parlement ten voordele van Mieke Vogels. Als lid van de meerderheid keurde hij het Deurganckdok-nooddecreet mee goed, naar eigen zeggen omdat er anders miljarden aan belastinggeld verloren zou zijn gegaan. Op 11 mei 2003 kreeg hij de titel ridder in de Leopoldsorde. Na afloop van zijn parlementaire mandaat werd Malcorps coördinator van de politieke cel van Groen. Van juni 2010 tot oktober 2021 werkte hij als fractiesecretaris van Groen in het Vlaams Parlement.
In 2004 werd hij verkozen tot voorzitter van de Groen!-afdeling van Antwerpen, waar hij de taak had om de partij naar de gemeenteraadsverkiezingen van 2006 te leiden. Zijn lokaal partijbestuur, dat hem moest ondersteunen in deze taak, bestond onder andere uit Wouter Van Besien en Freya Piryns. Tussen september 2007 en december 2012 zetelde hij in de districtsraad van Berchem, alwaar hij Meyrem Almaci opvolgde. In deze hoedanigheid voerde hij strijd tegen onder andere de Lange Wapperbrug. Van februari 2016 tot december 2018 en van september 2020 tot december 2022 was Malcorps nogmaals districtsraadslid van Berchem.
Hij was het eerste parlementslid dat de PFOS-vervuiling door van de 3M-fabriek in Zwijndrecht aangeklaagd heeft, in 2004.